# 穆肯-迪圣弗朗西斯科
穆肯-迪圣弗朗西斯科是巴西巴伊亚州的一个市镇。总面积3833.915平方公里，总人口9632人，人口密度2.5人/平方公里。